# Ганс Брунгарт
Ганс Брунгарт (нім. Hans Brunhart, нар. 28 березня 1945, Бальцерс, Ліхтенштейн) — ліхтенштейнський державний і політичний діяч.
Обіймав посади прем'єр-міністра, міністра закордонних справ і міністра фінансів Ліхтенштейну. Був членом Патріотичного союзу Ліхтенштейну. Подав у відставку після невдачі партії на виборах 1993 року.
З 1996 року Ганс Брунгарт — голова Ради директорів Verwaltungs-und Privat Bank AG, Вадуц.

### Нагороди
- 1974: Велика срібна медаль зі стрічкою за заслуги перед Австрійською Республікою
- 1983: Велика золота медаль зі стрічкою за заслуги перед Австрійською Республікою
- 1987: Почасний сенатор Інсбрукського університету
- Призначення членом Княжої Ради